# كنيسة القديس ميخائيل (هامبورغ)

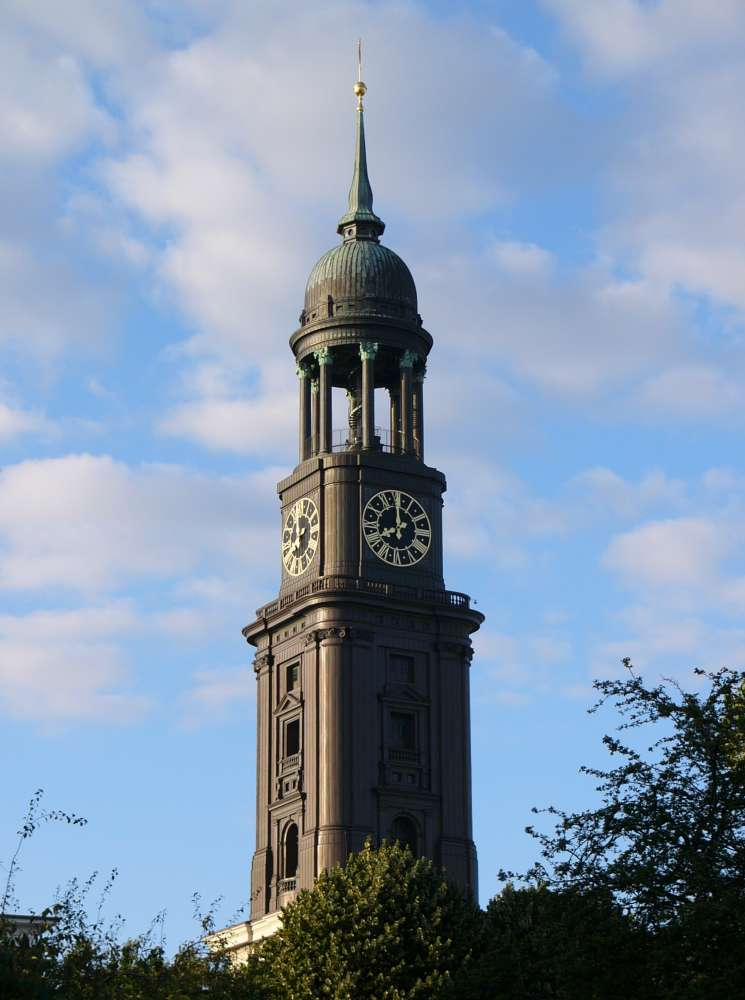
كنيسة القديس ميخائيل

كنيسة القديس ميخائيل (بالألمانية: Michaeliskirche) هي كنيسة تقع في مدينة هامبورغ الألمانية. يرمز لهامبورغ كثيرا من خلال هذه الكنيسة، لدرجة أنه يمكن للمرء اعتبارها أهم معلم في المدينة، خاصة وأن لها تاريخ كبير. يختصر اسمها باللهجة الدارجة بين السكان ليصبح «ميشيل» (Der Michel). تقع الميشيل في جنوب المدينة الحديثة لهامبورغ، على مقربة من نهر الإلبه ومن ميناء هامبورغ.

## التاريخ
يعد طراز بناء الميشيل الباروكي، الأجمل من نوعه في منطقة شمال ألمانيا. يعود تاريخ بناء الكنيسة إلى عام 1606، كان موقعها الأصلي على بعد 200 متر شرقا من الموقع الحالي. بنيت الكنيسة بمعمارها الحالي وعلى موقعها الحالي بين عامي 1649 وعام 1661 على يد المهندسين كريستوف كوربينوس (Corbinus) وبيتر ماركواردت (Marquardt). تم الانتهاء من تشييد برجها عام 1669. أصابت الكنيسة في 10 مارس 1750 صعقة برق دمرتها. كلف كل من ليونارد بريه (Prey) وإرنست غيورغ زونين (Sonnin) بمهمة إعادة الإعمار. لم يعش المهندس الأول إلا فترة قصيرة من تاريخ البناء بين عامي 1750 و1762. تم إكمال العمل في البرج بين عامي 1776 و1786. أصبحت الكنيسة رمزا للكنيسة الايفانغيلية البروتستانتينية. أتى حريق كبير في 3 يوليو 1906 على الكنيسة تماما ما عدا بعض الأسوار الخارجية. خصصت حكومة المدينة ومجالس الكنائس والمواطنين أموالا لإعادة بناءها مجددا، تم ذلك بين عامي 1907 و1912، روعي نفس التصميم القديم أثناء البناء. أصيبت الكنيسة بخسائر كبيرة في الحرب العالمية الثانية بين عامي 1944 و1945. تم إصلاح الخسائر حتى عام 1952. أجريت عملية صيانة كبيرة للبرج عام 1983 من خلال تبرعات قام بها المواطنون.